# The Quiet
The Quiet är en amerikansk långfilm från år 2005 som regisserades av Jamie Babbit. 

## Handling
Dot är en döv tonåring. Hennes mamma dog av cancer då hon var liten och hennes pappa har precis blivit överkörd av en lastbil. Så Dot får bo hos familjen Deer, som var nära vänner till Dots pappa.
Dot hamnar genast utanför, både i hemmet och i skolan, och familjen Deers mörka hemligheter kommer upp till ytan. Men Dot kanske också har sina hemligheter?

## Om filmen
Regissören Jamie Babbit berättade i en intervju att hon ursprungligen ville ha Thora Birch i rollen som Dot, men så blev det inte. Rollen gick till Camilla Belle. 
Dot spelar piano i några scener, och det är Camilla Belle själv som spelar de flesta styckena. Två stycken framförs egentligen av Anthony Aubrey Tobin och Carrie W. Friedman. Ett kort stycke framförs av Elisha Cuthbert.

## Rollista i urval
- Elisha Cuthbert - Nina Deer
- Camilla Belle - Dot
- Edie Falco - Olivia Deer
- Martin Donovan - Paul Deer
- Shawn Ashmore - Connor
- Katy Mixon - Michelle Fell
- Shannon Woodward - Fiona
- Jo Baker - Myrna
- Steve Uzzell - Mr. Piln